# Thiokol
Thiokol – byłe amerykańskie przedsiębiorstwo zajmujące się produkcją układów napędowych rakiet (pocisków rakietowych, rakiet balistycznych, rakiet nośnych), ciągnikami gąsienicowymi, a na początku swojej działalności, chemikaliami związanymi z gumą i siarką – skąd nazwa przedsiębiorstwa, od greckich słów Θειο (theio – siarka) i κολλα (kolla – klej).
Przedsiębiorstwo zostało założone w 1929 roku. W 2001 zostało wykupione przez Alliant Techsystems (ATK) za 2,9 mld USD. ATK zmieniło wtedy nazwę firmy na ATK-Thiokol. W 2006 nazwę zmieniono ponownie, na ATK Launch Systems Group.
W 2005 zatrudniał ponad 4000 osób, a wartość sprzedanych produktów sięgnęła 840 mln USD.
Thiokol miał udział w każdym załogowym programie kosmicznym Stanów Zjednoczonych (Mercury, Gemini, Apollo, Space Transportation System, Constellation) i w najbardziej znanych programach bezzałogowych (Pioneer, Surveyor, Viking, Voyager, Magellan, Mars Pathfinder).